# 散逸
散逸（さんいつ）とは、物理学においては運動などによるエネルギーが、抵抗力によって熱エネルギーに不可逆的に変化する過程をいい、熱力学においては自由エネルギーの減少に相当する。
例としては、運動エネルギーが摩擦、粘性や乱流によって、また電流エネルギーが電気抵抗によって熱に変化するなどがある。

## 散逸関数
散逸によるエネルギーの時間当たりの減少量を散逸関数という。例えば摩擦を伴う運動に関しては、速度を v、動摩擦係数を c とすると、エネルギー減少速度(dE/dt)は1/2 cv2 に比例するため、これが散逸関数となる。
電流に関しては、電流を I、抵抗を R とすると、散逸関数は RI2 となる（ジュールの法則）。
散逸関数は熱力学にも応用できる。外力とその結果の変位・流れとの間に線形応答が成り立つときは、変分原理によって相反関係が導かれる。流れの場合、エントロピーの生成速度は散逸関数を絶対温度で割ったものに等しい。力が周期的な場合は、単位時間あたりのエネルギー散逸（パワーロス）は複素感受率で表される。

## 散逸構造
散逸によって空間的対称性が自発的に破れて構造が形成されることがあり、これを散逸構造という。

## エネルギー散逸
線形応答理論によると、周期的な外力{\displaystyle B(t)=B_{0}\cos(\omega t)}が働いている時のエネルギー散逸を複素感受率で表せる。
応答する物理量Aが変位を表すものであるときは、外力がする仕事は
{\displaystyle dW=B(t)\times dA(t)}
単位時間あたりの仕事は、複素感受率を導入すると次のように書ける。
{\displaystyle P={\frac {\omega B_{0}^{2}}{2}}Im[\chi (\omega )]}
応答する物理量Aが流れを表すものの場合は、仕事率が{\displaystyle B(t)A(t)}なので
{\displaystyle P={\frac {B_{0}^{2}}{2\omega }}Re[\chi (\omega )]}